# Toxoneuron magnum
Toxoneuron magnum är en stekelart som först beskrevs av Mao 1949.  Toxoneuron magnum ingår i släktet Toxoneuron och familjen bracksteklar. Inga underarter finns listade i Catalogue of Life.